# Лансис Санчес, Феликс
Фе́ликс Ланси́с Са́нчес (исп. Félix Lancís Sánchez; 20 ноября 1900 — 1976) — кубинский политик, премьер-министр Кубы (1944—1945 и 1950—1951).
Юрист, был сенатором, министром образования и дважды премьер-министром Кубы. Был женат на Кармелине Барбе. Скончался в 1976 году.